# سفينة الأمل
سفينة الأمل هي سفينة ليبية انطلقت من طرابلس لكسر الحصار المفروض على قطاع غزة. سيرتها مؤسسة القذافي العالمية للجمعيات الخيرية والتنمية. رفضت إسرائيل دخول السفينة إلى ميناء غزة، وقد أوصت وزارة الخارجية الإسرائيلية الجيش الإسرائيلي بعدم اعتراض السفينة في خارج حدود المياه الإقليمية الإسرائيلية أو الفلسطينية أو بقربها. بعد وساطة من أكثر من وسيط أوروبي وافقت الحكومة الإسرائيلية على دخول كامل شحنة السفينة إلى قطاع غزة، بما فيها الأسمنت والحديد في مقابل أن تحول السفينة مسارها إلى ميناء العريش المصري، ورست السفينة في ميناء العريش يوم الأربعاء 14 يوليو، 2010. ووصلت سفينة الأمل إلى ميناء العريش في 15 يوليو، وبدأت في تفريغ حمولتها فور وصولها، وبدأ إدخال مساعداتها إلى القطاع يوم الأحد 18 يوليو، واستمر إدخال المساعدات ثلاثة أيام، ودخلت آخر شحنة من المساعدات يوم الثلاثاء الموافق 20 يوليو.

## إسرائيل
وصف إيهود باراك وزير الدفاع الإسرائيلي سفينة الأمل بأنها استفزاز كان من الممكن الاستغناء عنه.